# Charybdis Scopulus
Il Charybdis Scopulus è una struttura geologica della superficie di Marte.